# Franco Brusati
Franco Brusati (Milà, 4 d'agost de 1922 – Roma, 28 de febrer de 1993) va ser un guionista i director de cinema italià.
Va dirigir el premiat film internacional Pane e cioccolata, un dels millors exemples de pel·lícules de Commedia all'italiana de la dècada de 1970. Va ser candidat a l'Oscar a la millor pel·lícula de parla no anglesa per la seva pel·lícula de 1979 Dimenticare Venezia. També va guanyar el David di Donatello a la millor pel·lícula. El 1983 va ser membre del jurat al 33è Festival Internacional de Cinema de Berlín.

## Filmografia

### Com a director de cinema
- 1955 : Il Padrone sono me...
- 1962 : Il disordine
- 1969 : The Girl Who Couldn't Say No
- 1970 : Les Tulipes de Haarlem
- 1973 : Pane e cioccolata
- 1979 : Dimenticare Venezia
- 1982 : Il buon soldato
- 1989 : Lo zio indegno

### Com a guionista
- 1950 : Il Brigante Musolino
- 1950 : Domenica d'agosto
- 1951 : Without a Flag
- 1951 : Honeymoon Deferred
- 1951 : Atto d'accusa
- 1951 : Anna
- 1952 : Moglie per una notte
- 1952 : Jolanda la figlia del corsaro nero
- 1952 : Art. 519 codice penale
- 1952 : La Macchina ammazzacattivi
- 1953 : Le Infideli
- 1953 : Gli Eroi della domenica
- 1953 : Too Young for Love
- 1954 : The Three Thieves
- 1954 : Cento anni d'amore
- 1954 : Siluri umani
- 1955 : Il Padrone sono me...
- 1955 : Ulysses
- 1960 : I Dolci inganni
- 1962 : Il disordine
- 1963 : Via Margutta
- 1964 : Amori pericolosi
- 1968 : Seduto alla sua destra
- 1968 : Romeo and Juliet
- 1969 : The Girl Who Couldn't Say No
- 1970 : I Tulipani di Haarlem
- 1970 : El jardí dels Finzi Contini
- 1973 : Bread and Chocolate
- 1982 : Il Buon soldato
- 1989 : Lo zio indegno